# أبو بكر الصديق اللبيدة
أبو بكر الصديق اللبيدة ملاكم مغربي، ولد في 26 يناير 1980، متخصص في (وزن أقل من 56 كلغ). ينتمي اللبيدة لنادي الجيش الملكي.

## سيرته الرياضية
- خلال دورة الألعاب العربية بالدوحة 2011 فاز بالميدالية الذهبية لوزن أقل من 56 كلغ بعد فوزه في النهاية أمام العراقي عمار حسن ب 21 مقابل 12.

## مشاركته في الأولمبياد
2012

تأهل للمشاركة في الألعاب الأولمبية الصيفية 2012 بلندن بعد اجتيازه الدور الإقصائي الأفريقي الذي أجري في الدارالبيضاء بالمغرب.

النتائج:
| الملاكم                | الحدث              | دور ال 16                                        | ربع النهائي      | نصف النهائي      | النهائي          | النهائي          |
| الملاكم                | الحدث              | المنافس نتيجة                                    | المنافس نتيجة    | المنافس نتيجة    | المنافس نتيجة    | رتبة             |
| ---------------------- | ------------------ | ------------------------------------------------ | ---------------- | ---------------- | ---------------- | ---------------- |
| أبو بكر الصديق اللبيدة | وزن أقل من 56 كلغ. | إبراهيم بلا أستراليا · هزم 16 - 16 بتفضيل تحكيمي | أقصي من دور ال16 | أقصي من دور ال16 | أقصي من دور ال16 | أقصي من دور ال16 |

## روابط خارجية
- أبو بكر الصديق اللبيدة على موقع بوكس ريك (الإنجليزية) (registration required)
- أبو بكر الصديق اللبيدة على موقع اللجنة الأولمبية الدولية (الإنجليزية)
- أبو بكر الصديق اللبيدة على موقع أوليمبيديا (الإنجليزية)